# GR-89696
GR-89696は、高選択的κオピオイドアゴニストとして作用する薬物である。様々な動物種で研究されており、κ2サブタイプに選択的であると記載されている。最近の研究では、GR-89696および関連するκ2選択的アゴニストは、非選択的κアゴニストの追加的な副作用を伴わずに、従来のオピオイド鎮痛薬の一般的な副作用である痒みを予防するのに有用である可能性が示唆されている。κオピオイド受容体に結合した構造が報告されている。